# Giuseppe Della Valle
Giuseppe Della Valle (Bologna, 25 novembre 1899 – Bologna, 26 novembre 1975) è stato un calciatore italiano, di ruolo attaccante.

## Biografia
Giuseppe "Geppe" Della Valle III, grande campione del Bologna e della nazionale italiana, era il fratello minore di una dinastia di calciatori: Guido Della Valle, pioniere del football e uno dei fondatori del Bologna, ufficiale di artiglieria morto nel 1915 durante la prima guerra mondiale; Mario Della Valle, anch'esso talentuoso attaccante del Bologna tra gli anni 1910 e 1920. Laureato in ingegneria, Giuseppe Della Valle lavorava presso l'istituto autonomo case popolari, facendo spesso la spola tra Bologna e Parma. Persona molto educata, spesso dava l'impressione di essere un po' distaccato, non molto comunicativo. Ebbe un forte screzio con Pietro Genovesi, mediano del Bologna e della Nazionale: i due non si parlavano nella vita privata, ma calcisticamente vi era una grande stima e ammirazione reciproca. La sua famiglia era di origini nobili.

## Carriera

### Giocatore

#### Club

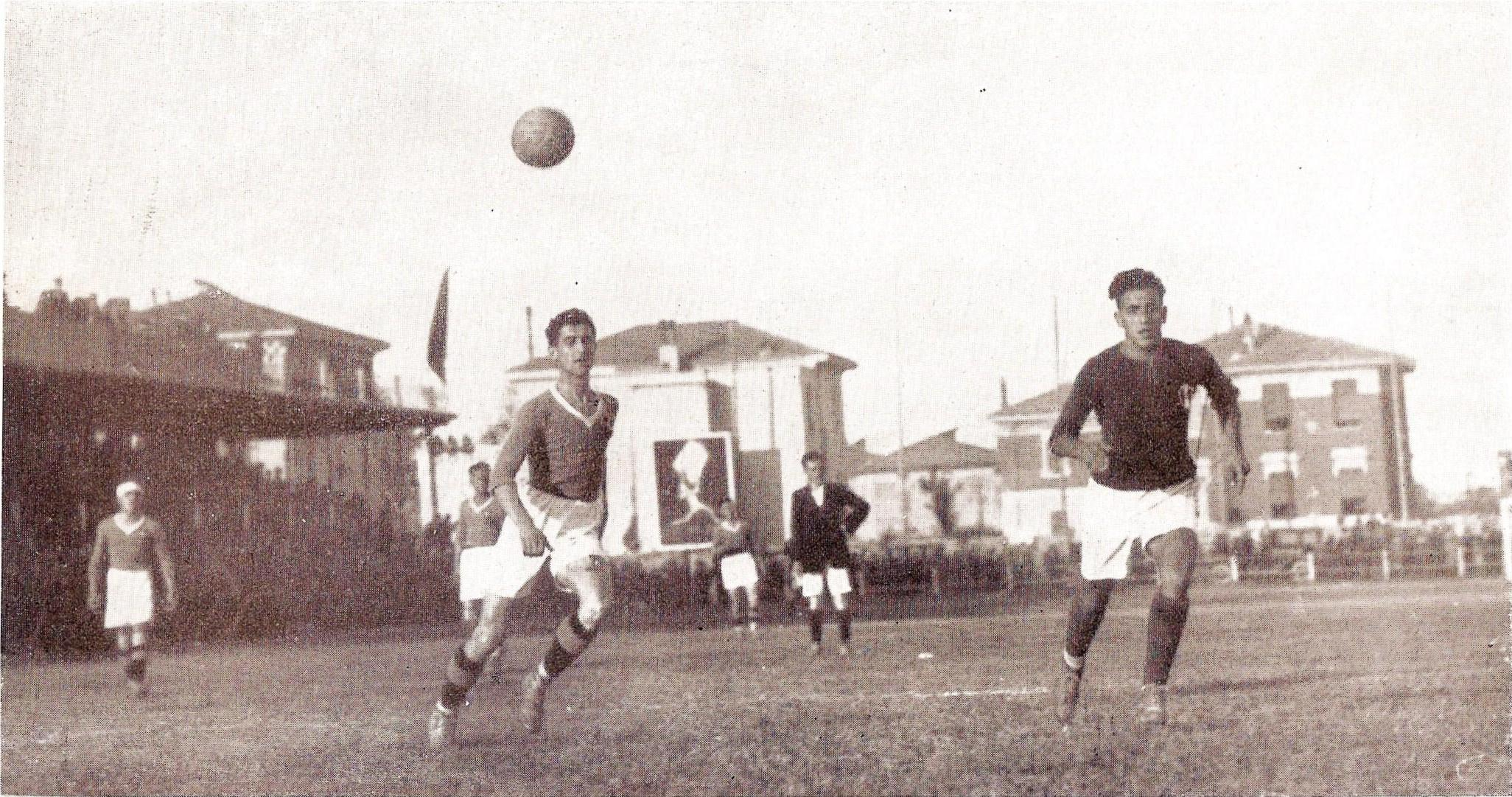
Della Valle in azione con la maglia del Bologna nel 1925

Grande talento offensivo, crebbe nei "Boys" del Bologna e iniziò a giocare con i rossoblù nel 1916, durante la sospensione dei campionati dovuta al periodo bellico. Si mise subito in luce mostrando doti tecniche e fisiche fuori dal comune: tiro a rete potente e preciso con entrambi in piedi, abilità nel gioco di testa, coraggio nei contrasti, visione di gioco. Poteva giocare indifferentemente come mezzala o centravanti, talmente erano perfetti i suoi fondamentali. Alto di statura, disponeva di un fisico robusto con cui si faceva largo nelle aree avversarie. Formò con Alberti e in seguito con Schiavio una coppia di attaccanti eccezionali, che permise al Bologna di raggiungere, dal 1920-1921 al 1928-1929, ben cinque finali di Lega Nord – considerata la "vera" finale scudetto, dato il divario tecnico che separava la Lega Nord dalla Lega Sud – e di conquistare lo scudetto nel 1924-1925 e nel 1928-1929.
Con 104 reti è il settimo realizzatore di tutti i tempi nella storia del Bologna. Scriveva di lui Ettore Berra: "Della Valle anticipa il Sistema per quanto si riferisce al giuoco del centravanti. Il bolognese formò con Schiavio una coppia di grande potenza offensiva, ma tuttavia giunsero nella squadra azzurra in tempi diversi e fu Della Valle che vi mise per primo il piede. Alto, robusto, angoloso, Della Valle assaltava le difese, insensibile ai colpi, duro come un macigno, tenace, caparbio: una catapulta". Si ritirò dal calcio giocato nel 1931, non perché non fosse in grado di continuare a giocare, ma perché i suoi doveri professionali gli impedivano di continuare a dedicarsi all'allenamento.

#### Nazionale
Per tutti gli anni 1920 fu un punto di forza della nazionale italiana, con la quale esordì il giorno di capodanno del 1923, nel 3-1 rifilato alla Germania.
Nel 1924 venne convocato da Vittorio Pozzo alle Olimpiadi di Parigi, durante le quali andò a segno sia nella partita giocata contro il Lussemburgo – vinta per 2-0 –, sia nel match giocato contro la Svizzera – perso per 1-2. Celebre la sua grande prestazione contro la Spagna di Ricardo Zamora il giorno dell'inaugurazione del Littoriale di Bologna: suo fu il colpo di testa che indusse all'autogol il difensore spagnolo Prats. In Nazionale rimase fino al 1929, collezionando 17 presenze e 6 reti.

### Dirigente
Terminata la carriera di calciatore, fu nominato consigliere del Bologna, e in seguito – durante il trentennio di presidenza di Renato Dall'Ara – ebbe il ruolo di vicepresidente del club rossoblù.

## Dopo il ritiro
Continuò a esercitare la professione di ingegnere nella sua Bologna. È deceduto nel 1975.

## Statistiche

### Presenze e reti nei club
| Stagione       | Squadra        | Campionato     | Campionato | Campionato | Coppe nazionali | Coppe nazionali | Coppe nazionali | Coppe continentali | Coppe continentali | Coppe continentali | Altre coppe | Altre coppe | Altre coppe | Totale | Totale |
| Stagione       | Squadra        | Comp           | Pres       | Reti       | Comp            | Pres            | Reti            | Comp               | Pres               | Reti               | Comp        | Pres        | Reti        | Pres   | Reti   |
| -------------- | -------------- | -------------- | ---------- | ---------- | --------------- | --------------- | --------------- | ------------------ | ------------------ | ------------------ | ----------- | ----------- | ----------- | ------ | ------ |
| 1919-1920      | Bologna        | PC             | 11         | 2          | –               | –               | –               | –                  | –                  | –                  | –           | –           | –           | 11     | 2      |
| 1920-1921      | Bologna        | PC             | 17         | 4          | –               | –               | –               | –                  | –                  | –                  | –           | –           | –           | 17     | 4      |
| 1921-1922      | Bologna        | 1D             | 15         | 8          | –               | –               | –               | –                  | –                  | –                  | –           | –           | –           | 15     | 8      |
| 1922-1923      | Bologna        | 1D             | 17         | 15         | –               | –               | –               | –                  | –                  | –                  | –           | –           | –           | 17     | 15     |
| 1923-1924      | Bologna        | 1D             | 23         | 7          | –               | –               | –               | –                  | –                  | –                  | –           | –           | –           | 23     | 7      |
| 1924-1925      | Bologna        | 1D             | 31         | 19         | –               | –               | –               | –                  | –                  | –                  | –           | –           | –           | 31     | 19     |
| 1925-1926      | Bologna        | 1D             | 23         | 15         | –               | –               | –               | –                  | –                  | –                  | –           | –           | –           | 23     | 15     |
| 1926-1927      | Bologna        | DN             | 23         | 13         | –               | –               | –               | –                  | –                  | –                  | –           | –           | –           | 23     | 13     |
| 1927-1928      | Bologna        | DN             | 9          | 0          | –               | –               | –               | –                  | –                  | –                  | –           | –           | –           | 9      | 0      |
| 1928-1929      | Bologna        | DN             | 19         | 8          | –               | –               | –               | –                  | –                  | –                  | -           | -           | -           | 19     | 8      |
| 1929-1930      | Bologna        | A              | 23         | 7          | –               | –               | –               | –                  | –                  | –                  | –           | –           | –           | 23     | 7      |
| 1930-1931      | Bologna        | A              | 14         | 6          | –               | –               | –               | –                  | –                  | –                  | -           | -           | -           | 14     | 6      |
| Totale Bologna | Totale Bologna | Totale Bologna | 225        | 104        | -               | -               | -               | -                  | –                  | –                  | -           | -           | -           | 225    | 104    |

### Cronologia presenze e reti in nazionale
| Cronologia completa delle presenze e delle reti in nazionale ― Italia | Cronologia completa delle presenze e delle reti in nazionale ― Italia | Cronologia completa delle presenze e delle reti in nazionale ― Italia | Cronologia completa delle presenze e delle reti in nazionale ― Italia | Cronologia completa delle presenze e delle reti in nazionale ― Italia | Cronologia completa delle presenze e delle reti in nazionale ― Italia | Cronologia completa delle presenze e delle reti in nazionale ― Italia | Cronologia completa delle presenze e delle reti in nazionale ― Italia |
| Data                                                                  | Città                                                                 | In casa                                                               | Risultato                                                             | Ospiti                                                                | Competizione                                                          | Reti                                                                  | Note                                                                  |
| --------------------------------------------------------------------- | --------------------------------------------------------------------- | --------------------------------------------------------------------- | --------------------------------------------------------------------- | --------------------------------------------------------------------- | --------------------------------------------------------------------- | --------------------------------------------------------------------- | --------------------------------------------------------------------- |
| 01/01/1923                                                            | Milano                                                                | Italia                                                                | 3 – 1                                                                 | Germania                                                              | Amichevole                                                            | -                                                                     |                                                                       |
| 25/05/1924                                                            | Colombes                                                              | Italia                                                                | 1 – 0                                                                 | Spagna                                                                | Olimpiadi 1924 - Turno eliminatorio                                   | -                                                                     |                                                                       |
| 29/05/1924                                                            | Parigi                                                                | Lussemburgo                                                           | 0 – 2                                                                 | Italia                                                                | Olimpiadi 1924 - Ottavi di finale                                     | 1                                                                     |                                                                       |
| 02/06/1924                                                            | Parigi                                                                | Svizzera                                                              | 2 – 1                                                                 | Italia                                                                | Olimpiadi 1924 - Quarti di finale                                     | 1                                                                     |                                                                       |
| 16/11/1924                                                            | Milano                                                                | Italia                                                                | 2 – 2                                                                 | Svezia                                                                | Amichevole                                                            | -                                                                     |                                                                       |
| 23/11/1924                                                            | Duisburg                                                              | Germania                                                              | 0 – 1                                                                 | Italia                                                                | Amichevole                                                            | -                                                                     |                                                                       |
| 18/01/1925                                                            | Milano                                                                | Italia                                                                | 1 – 2                                                                 | Ungheria                                                              | Amichevole                                                            | -                                                                     |                                                                       |
| 14/06/1925                                                            | Valencia                                                              | Spagna                                                                | 1 – 0                                                                 | Italia                                                                | Amichevole                                                            | -                                                                     |                                                                       |
| 18/06/1925                                                            | Lisbona                                                               | Portogallo                                                            | 1 – 0                                                                 | Italia                                                                | Amichevole                                                            | -                                                                     |                                                                       |
| 04/11/1925                                                            | Padova                                                                | Italia                                                                | 2 – 1                                                                 | Jugoslavia                                                            | Amichevole                                                            | -                                                                     |                                                                       |
| 08/11/1925                                                            | Budapest                                                              | Ungheria                                                              | 1 – 1                                                                 | Italia                                                                | Amichevole                                                            | 1                                                                     |                                                                       |
| 17/01/1926                                                            | Torino                                                                | Italia                                                                | 3 – 1                                                                 | Cecoslovacchia                                                        | Amichevole                                                            | 1                                                                     |                                                                       |
| 21/03/1926                                                            | Torino                                                                | Italia                                                                | 3 – 0                                                                 | Irlanda                                                               | Amichevole                                                            | -                                                                     |                                                                       |
| 09/05/1926                                                            | Milano                                                                | Italia                                                                | 3 – 2                                                                 | Svizzera                                                              | Amichevole                                                            | 2                                                                     |                                                                       |
| 18/07/1926                                                            | Stoccolma                                                             | Svezia                                                                | 5 – 3                                                                 | Italia                                                                | Amichevole                                                            | -                                                                     |                                                                       |
| 29/05/1927                                                            | Bologna                                                               | Italia                                                                | 2 – 0                                                                 | Spagna                                                                | Amichevole                                                            | -                                                                     |                                                                       |
| 28/04/1929                                                            | Torino                                                                | Italia                                                                | 1 – 2                                                                 | Germania                                                              | Amichevole                                                            | -                                                                     |                                                                       |
| Totale                                                                |                                                                       | Presenze                                                              | 17                                                                    |                                                                       | Reti                                                                  | 6                                                                     |                                                                       |

## Palmarès
- Campionato italiano: 2

Bologna: 1924-1925, 1928-1929